# Betsy Jolas

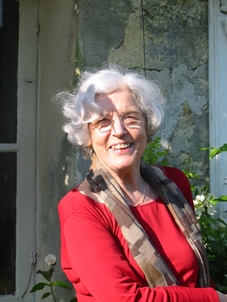
Betsy Jolas 2006

Betsy Jolas (* 5. August 1926 in Paris) ist eine französische Komponistin.

## Leben und Wirken
Die Tochter der Übersetzerin Maria Jolas und des Schriftstellers und Journalisten Eugene Jolas ging 1940 in die USA, wo sie Komposition bei Paul Boepple, Klavier bei Helen Schnabel und Orgel bei Carl Weinrich studierte. 1946 kehrte sie nach Frankreich zurück und vervollkommnete ihre Ausbildung am Pariser Konservatorium bei Darius Milhaud, Simone Plé-Caussade und Olivier Messiaen.
Jolas erhielt zahlreiche internationale Auszeichnungen und wurde 1983 Mitglied der American Academy of Arts and Letters. 1985 wurde sie zum Commandeur des Arts et des Lettres, 1992 zur Personnalité de l'année in Frankreich gewählt. 1995 wurde sie Mitglied der American Academy of Arts and Sciences und 1997 Chevalier de la Légion d'honneur.
Nachdem Jolas 1971 bis 1974 Olivier Messiaen am Pariser Konservatorium vertreten hatte, wurde sie 1975 dort Professorin für Musikanalyse und 1978 für Komposition. Daneben unterrichtete sie u. a. in Tanglewood, an der Yale University, der Harvard University und dem Mills College.

## Werke
- Sonate à Trois für Flöte, Gambe und Cembalo, 1956
- 5 Poèmes de Jacques Dupin, 1959
- Mots für fünf Solisten und Ensemble, 1963
- Quatuor II für Koloratursopran und Streichtrio, 1964
- Figures pour 9 Instr, 1965
- Motet II für gemischten Chor und Orchester, 1965
- J.D.E., 1966
- D'un opéra de voyage, 1967
- Points d'aube für Altflöte und Ensemble, 1968
- États (basé sur la”Missa de Beata Virgine” de J. d. Prés) für Violine und sechs Schlagzeuger, 1969
- Lassus Ricercare 'recomposition' de 15 extraits de R. d Lassus, 1970
- Sonate à 12 für zwölf Vokalsolisten, 1970
- Diurnes für gemischten Chor, 1970
- Chanson d'Approche für Klavier, 1972
- B for Sonata für Klavier, 1973
- Quatuor III – 9 études für zwei Violinen, Viola und Cello, 1973
- How Now für Ensemble, 1973
- Well Met für Ensemble, 1973
- Trois rencontres für Streichtrio und Orchester, 1973
- Le Pavillon au bord de la Rivière, Oper, 1975
- Musique de jour für Orgel, 1976
- Onze lieder für Trompete und Ensemble, 1977
- Tales of a summer sea für Orchester, 1977
- Stances für Klavier und Orchester, 1978
- Quatre Duos für Viola und Klavier, 1979
- Liring Ballade für Bariton und Orchester, 1980
- Pièce pour St Germain für Klavier, 1981
- D'un opéra de poupée en 7 Musiques, 1982
- Points d'Or für Saxophon und Ensemble, 1982
- Episode quatrième für Tenorsaxophon, 1983
- Préludes Fanfares Interludes Sonneries, 1983
- Le Cyclope, Oper, 1986
- Plupart du temps II für Tenorsaxophon und Tenor, 1989
- Musique pour Delphine für Violine und Cello, 1992
- Frauenleben, Neun Lieder für Alt und Orchester, 1992
- Perriault le Déluné, Madrigal für gemischten Chor, 1993
- Schliemann, Oper, 1993
- Quatuor V für zwei Violinen, Viola und Cello, 1994
- Sigrancia Ballade für Bariton und Orchester, 1995
- Quatre Psaumes de Schütz für Orchester, 1996
- Lumor, Sieben geistliche Lieder für Saxophon und Orchester, 1997
- Petite symphonie concertante für Violine und Orchester, 1997
- Sonate à 8 für acht Celli, 1998
- Motet III'Hunc igitur terrorem'  für fünf Solisten und Orchester, 1999
- Concerto-Fantaisie: 'O Night, Oh...'  für Klavier und gemischten Chor, 2001
- Motet IV „Ventosum Vocant“ für Sopran und Orchester, 2002
- Wanderlied für Stimme und Ensemble, 2003
- Well Met 04, 2004
- L'ascension du Mont Ventoux, Motette für Sopran und Ensemble, 2004
- B Day für Orchester, 2006
- A Little Summer Suite, 2015